# Халва
Халвата (halawa, haleweh, ħelwa, halvah, halava, helava, helva, halwa, aluva, chałwa; на арабски: Halawa / ‏حلاوة‎ / ḥalāwa; гръцки: Χαλβάς; турски: Helva) e сладкарско изделие, което произлиза от Индия и Централна Азия. Халвата е позната и в Предна Азия, Северна Африка, Югоизточна Европа и Източна Европа и при евреите. Тя е родствена с бялата нуга.
Основната маса на халвата се състои от сусамов тахан, захар (понякога и пчелен мед) и вкусови добавки. Може да се прибавят фъстъци, орехи, какао, бадеми или шамфъстъци. В България тахан халвата се прави по-често от слънчогледов тахан.
В различни страни халва се прави също и от брашно (или грис) (пшенично, царевично, оризово), от плодове и мляко (характерно за Индия, Пакистан и Бангладеш) или от смлени слънчогледови семена, орехови или фъстъчени ядки.